# 大明山 (广西)
大明山是位于中国广西壮族自治区中部，武鸣县、上林县、马山县三县交界处的山脉。该山脉呈西北—东南走向，约长60千米，宽25千米，与其东部的大瑶山等山脉一同围成广西中部的盆地。主峰龙头山海拔为1760米，为广西中部最高峰。